# Hydatophylax formosus
Hydatophylax formosus là một loài Trichoptera trong họ Limnephilidae. Chúng phân bố ở miền Cổ bắc.